# Liwierij Woronow
Liwierij Arkadjewicz Woronow, ros. Ливерий Аркадьевич Воронов (ur. 9 stycznia?/22 stycznia 1914 w Oranienbaumie, zm. 6 grudnia 1995 w Petersburgu) – radziecki, a następnie rosyjski duchowny prawosławny, wykładowca akademicki, publicysta i działacz religijny.

## Życiorys
W 1930 r. ukończył szkołę 2 stopnia w Oranienbaumie, a następnie zawodową szkołę przysposobienia fabrycznego Ochtinskiego kombinatu chemicznego. Uzyskał tytuł elektromechanika. Od lutego 1932 r. pracował w Państwowym Instytucie Chemii Czystej. W latach 1933–1938 studiował na wydziale mineralnej technologii Instytutu Chemiczno-Technologicznego im. Liensowieta w Leningradzie. Pracował jako pracownik naukowy w katedrze chemii fizycznej instytutu, uzyskując po roku funkcję aspiranta. Podczas okupacji niemieckiej przebywał we wsi Wyrowica. Służył jako organista w miejscowym chramie Św. Męczenników Flora i Ławra. Pod koniec kwietnia 1943 r. został wyświęcony na diakona. Po kilku dniach został prezbiterem w Swiato-Troickim soborze w okupowanym Pskowie. Posługiwał też w Afanasijewskiej cerkwi w Gdowie. Pod koniec 1943 r. wyjechał do okupowanej Estonii, gdzie został członkiem Pskowskiej Misji Prawosławnej. 22 października 1944 r. w Tallinnie został aresztowany przez NKWD. Po procesie skazano go na karę 15 lat łagrów. Odbywał ją w Kraju Krasnodarskim. Pod koniec kwietnia 1955 r. wyszedł na wolność. W 1956 r. zrehabilitowano go. Służył w Bogorodzkim soborze katedralnym w Wołogdzie. W 1961 r. ukończył seminarium duchowne w Leningradzie, po czym rozpoczął naukę w tamtejszej akademii duchownej. Po jej ukończeniu w 1961 r., pozostał w niej jako wykładowca. Od 1962 r. był członkiem oddziału cerkiewnych kontaktów wewnętrznych Patriarchatu Moskiewskiego. W 1964 r. został docentem w katedrze historii zachodnich konfesji. W 1965 r. uzyskał tytuł profesora. Jednocześnie został członkiem komitetu szkoleniowego przy Synodzie Świętobliwym i międzynarodowej komisji teologicznej ds. dialogu z Kościołem Anglikańskim. Od 1966 r. działał w komitecie centralnym rady wszechświatowej Patriarchatu Moskiewskiego. Od 1968 r. stał na czele katedry nauk teologicznych akademii. Jednocześnie został członkiem komisji "wiara i zamiłowanie" wszechświatowej rady cerkwi. Od 1969 r. był członkiem komisji ds. problemów jedności chrześcijańskiej przy Synodzie Świętobliwym. W lutym 1971 r. został magistrem teologii, zaś w 1986 r. doktorem teologii. Prowadził badania teologiczne. Uczestniczył w krajowych i międzynarodowych konferencjach. Otrzymał liczne nagrody religijne i państwowe. Był autorem artykułów w pismach religijnych. W 1989 r. został członkiem komisji synodalnej ds. kanonizacji świętych Rosyjskiej Cerkwi Prawosławnej. W 1990 r. został prorektorem leningradzkiej akademii duchownej. W 1994 r. opublikowano jego autorstwa kurs studiów teologii dogmatycznej dla studentów IV roku.